# 스티븐 힐
스티븐 힐(Steven Hill, 1922년 2월 24일 ~ 2016년 8월 23일)은 미국의 배우이다.

## 출연 작품
- 머니 게임 (1995)
- 야망의 함정 (1993)
- 빌리 배스게이트 (1991)
- 법과 질서 (1990)
- 하얀 궁전 (1990)
- 형사 콜롬보 - 환상의 죽음 (1989)
- 부스터 (1988)
- 허공에의 질주 (1988)
- 온 발렌타인 데이 (1986)
- 리갈 이글 (1986)
- 두 여인 (1986)
- 제2의 연인 (1986)
- 고릴라 (1986)
- 끝없는 사랑 (1984)
- 가보 토크 (1984)
- 엔틀 (1983)
- 살인 특종 (1981)
- 여인의 계단 (1981)
- 뉴욕 소나타 (1980)
- 마틴 루터 킹 (1978)
- 원 라이프 투 리브 (1968)
- 제5전선 (1966)
- 가는 실 (1965)
- 기다리는 아이 (1963)
- 벤 케이시 (1961)
- 키스 허 굿바이 (1959)
- 추격 (1959)
- 여신 (1958)
- 서스펜스 (1949)